# Tour de la Vierge
La tour de la Vierge (en azéri : Qız Qalası) est une tour fortifiée de la vieille ville de Bakou, en Azerbaïdjan, et une des composantes importantes de sa façade maritime. La tour est construite sur une falaise, couverte de pierres de taille et protégée par un rempart avec une structure de saillies semi-circulaires, s’élevant du pied presque jusqu’au sommet.

## Étymologie
Le nom du monument, Giz Galasi, est assez fréquent dans les régions turcophones et vient probablement du fait que la tour n’a jamais été envahie.

## Histoire

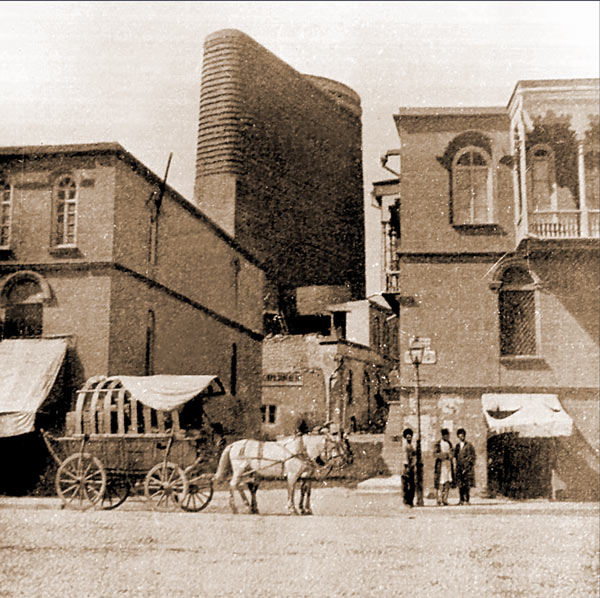
La tour sur une photographie de 1905.

La date de la construction de la tour de la Vierge est inconnue. Une dalle de pierre avec deux rangées d’inscriptions coufiques est visible en haut à droite de l’entrée. L’inscription dit : « qubbe [coupole, voute] Massud ibn Davud ». Pendant longtemps et en fonction de ces inscriptions, on a daté la tour du XIIe siècle. Mais il semble que cette dalle a été apposée sur la tour plus tard, car elle est insérée dans la maçonnerie et non pas au-dessus de l’entrée principale, quelque part sur le côté, à 14 m du sol. Il s'agit plutôt d'une pierre tombale avec laquelle l’ouverture d’une fenêtre ou d’une niche (plus probablement une fenêtre, vu sa disposition et la présence d’une niche au niveau de la fenêtre principale de la tour, du côté opposé) a été scellée, ou bien une plaque comportant le nom d’un maître ayant restauré la construction. Après la pose de cette dalle, une pierre a été insérée au hasard et les espaces libres remplis de mortier, un matériau non utilisé lors de la construction.
La tour a été construite en deux étapes. La première remonte à l’ère préislamique.
Aux XVIIIe et XIXe siècles, la tour de la Vierge sert de phare. Tout d'abord signalé par le drapeau de la forteresse, le phare est lumineux à partir du 13 juin 1858. Plus tard, avec la croissance de la ville, les feux du phare de la tour fusionnent avec ceux de la ville, et, en 1907, le phare est remplacé par celui de l’île de Narguin,.
La tour de la Vierge est restaurée à plusieurs reprises. Pendant les réparations menées au milieu du XIXe siècle par l'organisation militaire russe, les créneaux de la tour ont disparu. Elle est restaurée pour la dernière fois dans les années 1960. En 1964, la tour de la Vierge devient un musée, et en 2000, elle est incluse dans la liste des sites du patrimoine mondial de l'UNESCO.

## Description de la tour
Au XIIe siècle, la tour de la Vierge est intégrée au système de défense de Bakou et devient la principale citadelle de la forteresse de Bakou, l’une des plus puissantes forteresses des Chirvanchahs. Pourtant, toutes les études ultérieures sur la tour de la Vierge ont réfuté les hypothèses relatives à la destination défensive de la tour. Ni sa forme, ni son aménagement intérieur, ni son emplacement n’assuraient des buts défensifs, elle était tout simplement inappropriée pour cela. La disposition des fenêtres en est un bon exemple. Quelques-unes sont dans la tour et ne se situent pas aux étages mais le long de l’escalier, et sont dirigées vers le haut. En outre, sa surface est trop petite pour y installer des armes, et il n’y a pas de liaison permanente entre le premier étage et tous les autres en dehors d'un escalier temporaire ; sans cet escalier, les défenseurs de la tour seraient restés isolés aux étages supérieurs. Ces particularités plaident plutôt pour l'hypothèse d'une destination religieuse de la tour de la Vierge.
L’intérieur de la tour est divisé en huit niveaux par des coupoles plates en pierre, reliées par des escaliers en colimaçon et éclairées par de petites fenêtres étroites en forme de fente. Un puits profond assurait l'approvisionnement en eau des habitants de la tour, dont le nombre pouvait atteindre 200 personnes.
Par ses dimensions (30 m de haut) et sa puissance (5 m à la base et 4 m en haut), la tour de la Vierge dépasse considérablement les tours de la péninsule d’Abchéron. Il n’en existe pas d’analogues avec sa saillie mystérieuse, qui n’était ni une contre-force, ni une cachette, ni un « éperon ». La surface du corps est nervurée, formée des rangées de maçonnerie en saillies et en retraits.
Les descriptions de la tour de la Vierge datant du début du XXe siècle ainsi que les plus récentes ne mentionnent pas les niveaux (paliers).

## Légendes

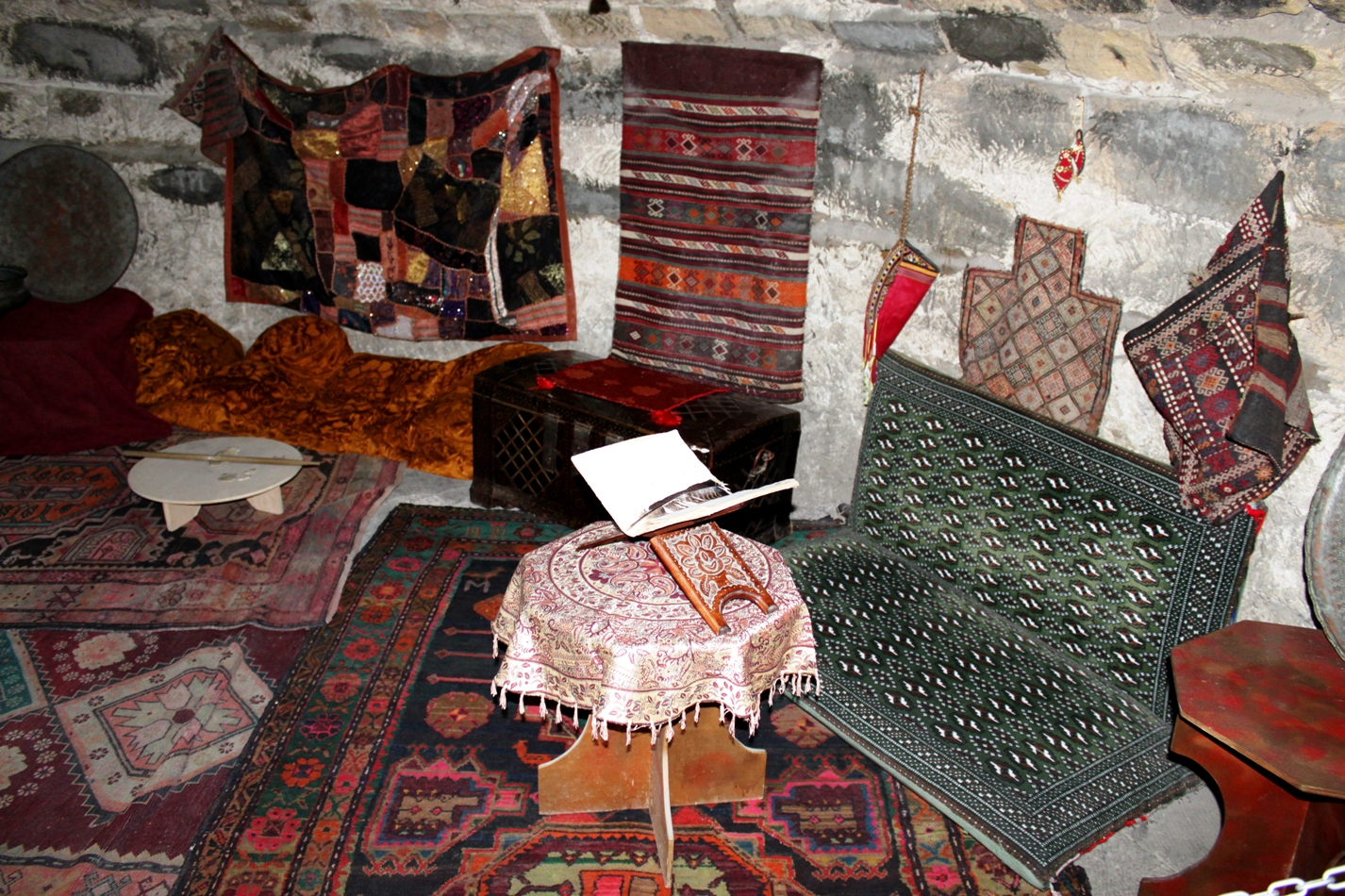
Intérieur de la tour.

De nombreuses légendes existent quant à la fondation de la tour de la Vierge. La plupart sont liées à la signification du mot « Vierge ».
Selon l’une d’elles, le chah se serait épris de sa fille et aurait décidé de l’épouser. Voulant échapper à ce destin et dissuader son père, la jeune fille lui aurait demandé de construire la tour et d'attendre la fin de la construction. Vers la fin des travaux, le chah n’ayant pas changé d'avis, la jeune fille serait montée dans la tour et se serait jetée dans la mer. La pierre sur laquelle la jeune fille se serait écrasée aurait été appelée « pierre de la Vierge ». Les jeunes filles fiancées y déposent des fleurs. Il existe une autre version de cette légende : après que la jeune fille se jette à la mer, son amoureux la venge et tue le chah. Il apprend ensuite que les sirènes ont sauvé sa fiancée, puis la retrouve et l'épouse. Les spécialistes notent que le désir du père d’épouser sa fille témoigne que la légende est préislamique.
La légende dit aussi, que la mer Caspienne arrivait au pied de la tour de la Vierge.
Selon une autre légende, saint Barthélemy, l’un des douze apôtres du Christ, aurait été exécuté près de la tour de la Vierge. Barthélemy aurait visité la région au Ier siècle, prêchant le christianisme auprès des tribus païennes. Lors des fouilles, on a révélé les restes d'un temple ancien, identifié avec la basilique construite sur le lieu du décès de l’apôtre.

## La tour de la Vierge et la culture
En 1923, le dramaturge Djafar Djabbarli écrit le poème Tour de la Vierge. L’année suivante, le premier film soviétique, réalisé d’après cette légende et tourné en Azerbaïdjan, sort sur les grands écrans. Le premier ballet azerbaïdjanais, créé par Afrassiab  Badalbeyli en 1940 est consacré à la tour de la Vierge.
En 1853 Alexandre Dumas, dans son roman     "Voyage au Caucase" raconte la légende de la "tour de la Demoiselle" (chapitre XXII,"Bakou")